# 深野晴美
深野 晴美（ふかの はるみ、1967年3月13日 - ）は、日本の女性タレントである。(株)ハローマイク所属。

## 経歴・人物

### 生い立ち
1967年3月13日、神奈川県横須賀市に生まれる。両親は早婚だった。デビューしたころ、母はまだ若く、姉妹のようだと本人の証言が残っている。兄と弟がいる。
中学・高校はソフトボール部に所属。4番・キャッチャー。主将を務める。

### キャリア
高校在学中の1983年、原宿でスカウトされる。最初の事務所で歌のレッスンを受けたのち、ハローマイクに移る。
1984年、海に関するイベント「'84マリンピック・ミスシーギャルコンテスト」で優勝。「ガラスの17歳」イメージレディコンテスト優勝。
1985年、南麻衣子、小川菜摘と共に、3人組アイドルユニット『オナッターズ』で一般に認知された。「よくわかんな～い」のセリフで有名になるが、お馬鹿キャラの様にみなされ、「ガラスの脳みそ」と呼ばれることもあった。2月2日、映画『死霊のはらわた』のお披露目イベントに出演。1985年、映画『童貞物語』の出演者らと「童貞キラーズ」というユニットを結成。リーダーは小松みどり。他のメンバーはイヴ、沢田和美、八神康子、渡辺良子、浅野なつみ。この年、仕事が忙しいので高校3年生を留年している。
1986年3月、高校卒業。1986年秋、オナッターズ解散。
1988年、「土曜日のアマン」でソロ歌手としてデビュー。1980年代後半の売れ筋アイドル、いわゆるA級アイドルはミニスカートを穿かなくなったが、これはAVの普及に伴いアイドルが性的な仄めかしをする必要がなくなった（またはAV女優との区別が必要だったから意図的に回避）ことが原因だとする説がある。深野はこのような時代背景のもと、あえてエロに踏み込みニッチなニーズを狙った異端者としてのB級アイドルの一人であるとする文献もある。『FOCUS』誌の取材に対し「早く「夜のヒットスタジオ」に出られるようになりたい。目標としている歌手はシンディ・ローパー」と述べた。

### エピソード
- 理想の男性は「表面はクールで内心やさしい人。自分を引っ張っていってくれる人」[7]。
- 初恋は高校の入学式。同級生に一目ぼれ。友人の協力もあって交際に漕ぎつけるが3日で飽きて別れた[19]。
- ファーストキスは南麻衣子のお尻[19]、サイパンで撮影された『水平線のマーメイド』のワンシーン[20]。
- グラビア活動では乳首を見せないが、これに関して「誰だって胸を全部見せたらセクシーに見える。私は全部見せなくてもセクシーでいたい」と発言したことがある[18]

### 私生活
趣味の大相撲観戦がきっかけで知り合った元十両の大岳と結婚し（1994年）、滋賀県内でちゃんこ料理店の女将をしていたが、その後離婚している。

## フィルモグラフィ

### 映画
- 『マル金マルびの金魂巻』（1985年4月20日）- 助監督C 役[9]
- 『童貞物語』（1986年2月15日） - 小西絵里子役[22]
- 『極道の妻たち』に出演とする資料もあるが[23]、実際には出ていない

### テレビ番組
- グッドモーニング （テレビ朝日、1984年4月16日 - 1986年9月22日）
- 11PM (1984年7月10日)
- 家族ジャングル（1985年、日本テレビ）
- 火曜サスペンス劇場 「松本清張スペシャル・夜光の階段」（1986年、日本テレビ）
- 弁護士・高林鮎子(7)『 L特急しまんと６号 早春四国路殺人事件』（1990年3月13日、日本テレビ)- 仲谷昇の秘書役[24]
- ときめきマリン (1987年、テレビ東京)[25]

### ビデオ
- 水平線のマーメイド （1985年6月、ポニーキャニオン） [26]

- オナッターズとして
- 水の中のピエロ 深野晴美スペシャル（VCA）
- Fantastic Memory（映光社）
- 危険な香り（勁文社）
- 深野晴美の短辺官能ビデオ 拳銃と乳房
- 深野晴美 IN HAWAI SCENE 死んでも恋していたい（CCA）

- 「深野晴美の短辺官能ビデオ 拳銃と乳房」の再発
- TVアイドル 深野晴美 私のボインを見ないで（タイム・アロー）

「深野晴美 IN HAWAI SCENE 死んでも恋していたい」の再発、「深野晴美の短辺官能:ビデオ 拳銃と乳房」の再々発
- 晴美からのメッセージ（大陸書房）
- ヴァージンメモリー ときめき卒業写真
- おッビッグ・トップ（1989年1月25日、パワースポーツ）

- 最後のビデオ

### テレビCM
- 松下徽章

## ディスコグラフィ
シングル
- 「恋のバッキン!」（1985年1月、徳間ジャパン。詞・曲：ササキカツトシ、編曲：クニ河内）

B面「ウキ・ウキ・マンデイ・ラブ」（詞：島村みなこ、曲：ササキカツトシ、編曲：ビンブン）
- 「モッコシモコモコ（しゅきしゅきダーリン）」（1985年6月、徳間ジャパン。詞・曲：ササキカツトシ、編曲：ビンブン）

B面「ア・タ・リ」（ 同 ）
- 「土曜日のアマン」（1988年6月21日、RIV.STAR RECORDS）

B面「そっと愛して」。『プッツンメイクLOVE Vol.6』(東映ビデオ)の主題歌
アルバム
- 「オナッターズのいい気持ち」（1985年6月、徳間ジャパン）

A面
1.愛して恋して夢見て（詞・曲：ササキカツトシ、編曲：ビンブン）
2.ア・タ・リ（同）
3.東京バカンス（同）唄：南麻衣子
4.ウキ・ウキ・マンデイ・ラブ（詞：島村聖名子(小川菜摘の本名)、曲：ササキカツトシ、編曲：ビンブン）
5.さびしがりや（詞・曲：ササキカツトシ、編曲：ビンブン）唄：深野晴美
B面
1.モッコシモコモコ（しゅきしゅきダーリン）（詞・曲：ササキカツトシ、編曲：ビンブン）
2.レッツゴー！ヨコシマ（同）唄：小川菜摘
3.哀愁のkiss&Kiss（詞：南麻衣子、曲：ササキカツトシ、編曲：ビンブン）
4.恋のバッキン！（詞・曲：ササキカツトシ、編曲：クニ河内）
5.水平線のマーメイド（詞・曲：ササキカツトシ、編曲：ビンブン）

## 写真集
- エデンの海（1985年9月15日、東京三世社）
- CoCoへおいでよ 風を越えて（1986年12月25日、ワニブックス）
- Harumic Wonder（1988年4月30日、近代映画社）
- CHAPTER2（1989年10月15日、近代映画社）
- Bic man series 12（1990年2月20日、ビックマン）
- breeze of color（1999年2月15日、つがる出版）